# Anthracalaus novaguinensis
Anthracalaus novaguinensis is een keversoort uit de familie kniptorren (Elateridae). De wetenschappelijke naam van de soort is voor het eerst geldig gepubliceerd in 1951 door Van Zwaluwenburg.